# Грос, Пьеро
Пьеро Грос (итал. Piero Gros; род. 30 октября 1954, Саузе-д’Ульс) — итальянский горнолыжник, специалист по слалому и гигантскому слалому. Выступал за сборную Италии по горнолыжному спорту в 1972—1982 годах, чемпион зимних Олимпийских игр в Инсбруке, чемпион мира, победитель 12 этапов и общего зачёта Кубка мира.

## Биография
Пьеро Грос родился 30 октября 1954 года в коммуне Саузе-д’Ульс провинции Турин, Италия. Занимался горнолыжным спортом с раннего детства, проходил подготовку в небольшом местном клубе. В возрасте восьми лет уже выиграл медаль на региональных соревнованиях.
В конце 1972 года вошёл в основной состав итальянской национальной сборной и дебютировал в Кубке мира, одержал победу на этапах в Валь-д’Изере и Мадонна-ди-Кампильо в гигантском слаломе и слаломе соответственно — на тот момент ему было всего 18 лет, и таким образом он стал самым молодым победителем этапов мирового кубка за всю историю итальянского горнолыжного спорта.
Сезон 1973/74 оказался одним из самых успешных в спортивной карьере Гроса — в двух слаломных дисциплинах он выиграл пять этапов Кубка мира и стал обладателем Хрустального глобуса в общем зачёте, прервав победную серию своего именитого соотечественника Густава Тёни. Кроме того, побывал на чемпионате мира в Санкт-Морице, откуда привёз награду бронзового достоинства, выигранную в гигантском слаломе.
Следующий сезон вновь сложился для Пьеро Гроса благополучно, он неоднократно поднимался на пьедестал почёта Кубка мира, одержал пять побед, хотя в общем зачёте вновь уступил Густаву Тёни.
Наибольшего успеха в своей спортивной карьере добился в 1976 году, когда удостоился права защищать честь страны на зимних Олимпийских играх в Инсбруке — в гигантском слаломе не показал результата, провалив вторую попытку, тогда как в обычном слаломе по сумме двух спусков обошёл всех своих соперников и завоевал золотую олимпийскую медаль. Поскольку на этих Играх разыгрывалось также мировое первенство, дополнительно получил титул чемпиона мира.
После инсбрукской Олимпиады Грос остался в главной горнолыжной команде Италии и продолжил принимать участие в крупнейших международных соревнованиях. Так, в 1978 году он выступил на чемпионате мира в Гармиш-Партенкирхене, где стал в слаломе серебряным призёром, пропустив вперёд только титулованного шведа Ингемара Стенмарка.
Находясь в числе лидеров итальянской национальной сборной, прошёл отбор на Олимпийские игры 1980 года в Лейк-Плэсиде — на сей раз попасть в число призёров не смог, в программе гигантского слалома шёл двадцатым по итогам первого спуска, в то время как на втором спуске вовсе не финишировал, не показав никакого результата.
Впоследствии оставался действующим спортсменом вплоть до 1982 года, регулярно попадал в десятку сильнейших в слаломе на различных этапах Кубка мира. За свою длительную спортивную карьеру в общей сложности выиграл 12 этапов, 35 раз поднимался на подиум, 98 раз оказывался в десятке. Имеет в послужном списке 16 призовых мест в зачёте итальянского национального первенства. Награждён орденом «За заслуги перед Итальянской Республикой» в степени командора (1977)..
Завершив карьеру профессионального спортсмена, открыл небольшой магазин спортивных товаров, а в период 1985—1990 годов занимал должность мэра своей коммуны Саузе-д’Ульс. Позже работал спортивным комментатором на разных итальянских телеканалах, в том числе на RAI. Участвовал в организации чемпионата мира по горнолыжному спорту в Сестриере, входил в организационный комитет зимних Олимпийских игр 2006 года в Турине, в частности руководил волонтёрами и являлся помощником мэра олимпийской деревни, принимал участие в эстафете олимпийского огня — немного пробежал с ним по олимпийскому стадиону на церемонии открытия, передав Деборе Компаньони.
Его сын Джорджо (род. 1981) пошёл по стопам отца и тоже добился некоторых успехов в горнолыжном спорте, активно выступал на Кубке Европы, представлял Италию на более чем двадцати этапах Кубка мира.